# Euclichthys
Euclichthys, monotipski rod morskih riba smješten u vlastitu porodicu Euclichthyidae, dio redabakalarki. Sjedilačka dubinska riba (250 - 920 metara dubine) iz jugozapadnog Pacifika oko Novog Zelanda i Australije (Queensland)
Maksimalno nraste do 35.0 cm, prosječno 22.5 cm.